# Erich Watzl

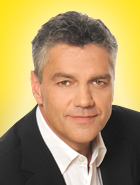
Erich Watzl

Erich Watzl (* 5. September 1958 in Linz) ist ein österreichischer Politiker. Er war von 2003 bis 7. November 2013 Vizebürgermeister von Linz, der Landeshauptstadt von Oberösterreich. Von 1997 bis 2003 war er Abgeordneter im oberösterreichischen Landtag. 

## Leben
Watzl absolvierte die Höhere Technische Lehranstalt für Bautechnik und schloss diese im Jahr 1979 mit der Matura ab. Im Anschluss inskribierte er an der Johannes-Kepler-Universität Linz für das Studium der Rechtswissenschaften und promovierte 1984 zum Doktor der Rechte. Während seiner Studentenzeit trat er der katholischen Studentenverbindung K.Ö.St.V. Severina Linz im ÖCV bei.
Nach dem Präsenzdienst trat Erich Watzl 1980 in den Oberösterreichischen Landesdienst (Landesbaudirektion) ein. 1986 wurde er Büroleiter des Landeshauptmann Josef Ratzenböck. 1979 trat Watzl in die ÖVP ein. Von 1995 bis 2001 war er Landesparteisekretär der ÖVP Oberösterreich sowie von 1997 bis 2003 Abgeordneter im Oberösterreichischen Landtag. Ab 2001 war Watzl Stadtparteiobmann der ÖVP Linz und seit 2003 Vizebürgermeister der Landeshauptstadt Linz. In seiner Funktion als Vizebürgermeister war er für die Ressorts Kultur, Tourismus, Wohnungswesen, Fachhochschulen, Lehrlingsausbildung sowie für die städtischen Musikschulen, Bibliotheken, Museen und das Archiv der Stadt Linz zuständig.
Seit 2014 ist Watzl Landesamtsdirektor und somit oberster Beamter des Landes Oberösterreich. Ende September 2023 trat er in den Ruhestand.